# 솔로몬 W. 골롬

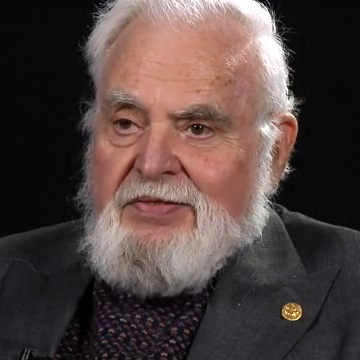

솔로몬 W. 골롬(Solomon W. Golomb, 본명: 솔로몬 울프 골롬, Solomon Wolf Golomb, /ɡəloʊm/, 1932년 5월 30일 – 2016년 5월 1일)은 미국의 수학자, 엔지니어, 서던 캘리포니아 대학의 전기공학 교수였으며, 수학 게임에 대한 연구로 가장 잘 알려져 있다. 특히 그는 1948년에 체스커스(체스와 체커의 혼합)를 발명했다. 또한 1953년에 폴리오미노에 대해 완전히 기술했다. 조합 분석, 수론, 부호 이론 및 통신 문제를 전문으로 다루었다. 그의 작업을 기반으로 한 펜토미노 보드게임은 계속해서 테트리스에 영감을 주었다.

## 같이 보기
- 폴리오미노